# Famille de Boysson
Pour les articles homonymes, voir Boysson.
La famille de Boysson est une famille française subsistante, originaire du Périgord. Par la suite, elle s'installe au XVIIe siècle en Quercy.

## Histoire

### Les origines
La famille de Boysson revendique une origine commune avec la famille rouergate de Buisson (alias Boysson ou Bouysson en Languedoc), mais Gustave Chaix d'Est-Ange (1907) relève que ce rattachement n'est pas démontré.  
Le comte de Saint-Saud (1915), historien et généalogiste, à partir d'une analyse héraldique, rattachait cette famille au capitoulat de Toulouse mais là également sans preuves de filiation.

### L'Ancien Régime
La famille de Boysson est connue depuis le XVIe siècle à Villefranche-du-Périgord, où son représentant, Bernard de Boysson, était établi et possédait de nombreuses terres  au surplus d'un fief noble à Mazerat, tenu en 1613 de la famille de Saint-Gily. Celui-ci était notamment fermier des rentes de la noblesse environnante dont l'importante famille de Vielcastel.  
Gustave Chaix d'Est-Ange écrit que dans la première moitié du XVIIe siècle un personnage nommé Bernard du Buisson, marchand de Villefranche, en Périgord, et qui possède non loin de cette ville le repaire de Baratat appartient vraisemblablement à la famille de Boysson. Il ajoute que la famille de Boysson rendit hommage au roi pour son repaire de Baratat et qu'elle ne figure pas au nombre des familles qui firent reconnaître leur noblesse lors des diverses recherches ordonnées par le roi Louis XIV. 
Le terrier de Villefranche du Périgord de 1669 mentionne un Boysson qui, avec un Bach, est l'homme le plus riche de la ville. 
Son fils Antoine de Boysson, conseiller du roi et président du présidial de Cahors, meurt en 1667. La charge est conservée dans la famille jusqu'en 1769, date de sa suppression.[réf. nécessaire]
À l'époque de la Révolution française, la famille de Boysson possède des terres, des rentes et des alliances honorables. Son chef de famille, Bernard de Boysson, avocat général près la Cour des aides de Montauban, est convoqué en 1789 au sein de l'assemblée de l'ordre de la noblesse de sa province. Il exerce une charge qui permet d'accéder à la noblesse. Gustave Chaix d'Est-Ange écrit qu'il paraît avoir été définitivement anobli par l'exercice de cette charge. Selon François Bluche et Pierre Durye auteurs de l'ouvrage L'anoblissement par charges avant 1789 il s'agissait d'une charge qui anoblissait au bout de deux générations consécutives d'exercice (noblesse graduelle), conférant seulement les privilèges de noblesse à titre viager au titulaire de la charge. Cependant, les lois révolutionnaires de 1790 ont empêché la poursuite de l'exercice des charges de l'Ancien Régime.

### DuXIXesiècleà nos jours
Au XIXe siècle, la famille de Boysson se distingue dans le métier des armes, avec un saint-cyrien, un chevalier de l'ordre souverain de Malte, des polytechniciens, des normaliens, des énarques, des femmes de lettres, une comédienne, des hommes politiques.

## Filiation

### Ancien Régime
- Bernard de Boysson (~1560-1639), sieur de Mazerac. C'est le premier Boysson identifié. Il épouse Catherine de Bach puis en secondes noces Raymonde de Lacoste.
  - Antoine de Boysson (1607-1663), sieur de Mazerac et de Rampoux, président du présidial de Cahors. Il épouse Pierrette d'Abzac puis en secondes noces Jeanne Delpech.
    - Jean de Boysson (1653-1735), juge royal à Cazals. Il épouse Françoise Verteville d'Issala.
      - Jean Isaac de Boysson (1695-1781), conseiller du roi et juge royal. Il épouse Marie Anne de Lavergne.
        - Bernard de Boysson (1741-1817), avocat général à la Cour des aides de Montauban en 1767. Il épouse Jacquette de Cadolle.
          - Charles Thérèse Achille (1778-1835), maire de Doissat, il revient en Périgord par son mariage en 1803 avec Judith de La Verrie de Vivans, héritière de la terre de Doyssac dans le canton de Belvès.
            - Isaac Caroline Amédée de Boysson (1806-1896), qui suit.

### Descendance d'Isaac Caroline Amédée de Boysson (1806-1896)
- Isaac Caroline Amédée de Boysson (1806-1896), propriétaire du château de Lantis, puis du château de Doyssac, épouse en 1836 Marie-Thérèse de Chaunac-Lanzac (1815-1888). De cette union, naissent 17 enfants, dont :
  - Bernard Charles Claire Joseph de Boysson (1837-1900), élève à l’École Spéciale militaire de Saint-Cyr, Promotion 1855-1857- Prince Impérial,  général de corps d'armée, épouse en 1867 Marie-Louise Delsol (1849-1922) → descendance.
  - Ludovic Marie Richard de Boysson (1839-1929), militaire. Il épouse Élisabeth de Godon, sans postérité.
  - Marie Izaac Paul de Boysson (1840-1914), élève de l'École polytechnique, général de brigade, inspecteur général de l'artillerie. Il épouse Marie Moricet
    - Jehan de Boysson (1868-1944), colonel de cavalerie. Il épouse Marguerite de Cruzy-Marcillac. De cette union naissent quatre enfants, dont :
      - Bernard de Boysson (1897-1987). Il épouse Laure Couronne. De cette union naissent trois enfants, dont :
        - Ghislaine de Boysson. Elle épouse Pierre d'Anglejan-Châtillon puis, ayant divorcé, Lawrence Durrell, écrivain

  - Xavier Louis Marie de Boysson (1851-1927), élève de l’École polytechnique, contrôleur général des armées. Il épouse Louise Julie Victorine Favas, d'où :
    - Louis Marie Joseph de Boysson (1881-1971), directeur de la Compagnie du chemin de fer de Paris à Orléans. Il épouse en 1912 Marie Jeanne d'Anglejan-Châtillon. De cette union naissent dix enfants, dont :
      - Guy de Boysson (1918-2012), résistant, homme politique, député, directeur de la BCEN. Il épouse Geneviève Chevrillon. D'où :
        - Grégoire de Boysson (1948), auto-entrepreneur, fait revivre de vieux métiers d'art par ses expositions aux quatre coins du monde. Il épouse Elsa Mrugalski, artiste peintre, en 1993.
        - Hervé de Boysson (1951), président de sociétés[7]. Il épouse en 1978 Emmanuelle Monnier (née en 1955), petite-fille de Georges Izard et de Catherine Daniélou, romancière, critique littéraire et essayiste.

      - Pascale de Boysson (1922-2002), comédienne, élève de Charles Dullin et de Tania Balachova, elle a partagé sa vie avec Laurent Terzieff : une place Laurent-Terzieff-et-Pascale-de-Boysson située dans le 6e arrondissement de Paris inaugurée en 2015 leur rend hommage.

    - Joseph Bernard Antoine de Boysson (1892-1946), polytechnicien (X 1912), capitaine dans l'artillerie, ingénieur aéronautique, fondateur de la SAMM[8]. Il épouse Germaine Courvallet, sans postérité.

  - Jean Marie de Boysson (1854-1940), magistrat, il épouse en 1881 Marguerite de Beaupoil de Saint Aulaire, puis en 1900 Alice de Clock puis en 1902 Louise, sœur d'Alice, dont postérité
    - Guy de Boysson (1901-1961), dont postérité
      - Bénédicte de Boysson, psycholinguiste, épouse de Bardies-Montfa

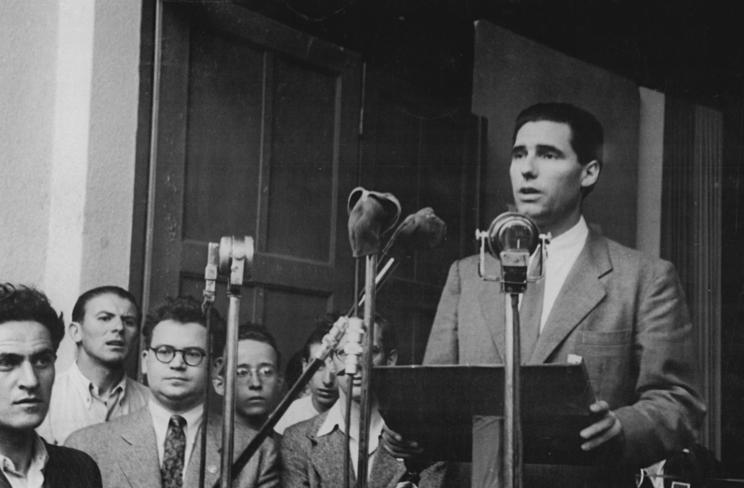
Guy de Boysson
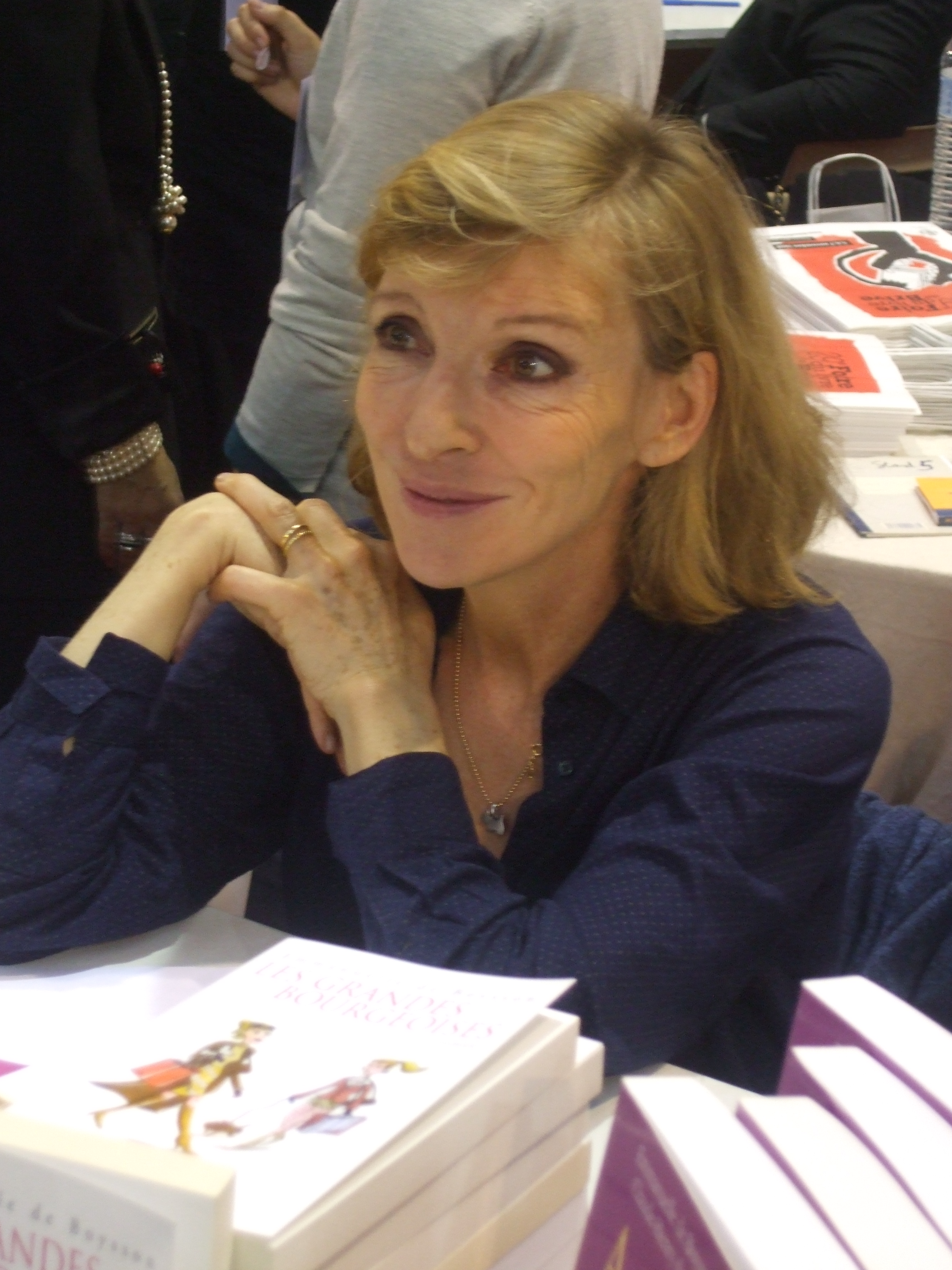
Emmanuelle de Boysson née Monnier

## Armes, titre, devise
Jean Isaac de Boysson (1695-1781), président au présidial de Cahors, fit enregistrer ses armes pour l'armorial de Charles d'Hozier en 1696,. 
D'argent, au chevron de gueules surmonté de deux croissants de même, au buisson terrassé de sinople en pointe, au chef d'azur, chargé de trois étoiles d'or[réf. nécessaire]

Devise : Gara que fissa mon boisson

## Alliances
Les principales alliances de la famille de Boysson sont : de La Fournière, d'Abzac de La Boissière (XVIIe siècle et 1730), de Cadolle (XVIIIe siècle), de La Verrie de Vivans (1803), de Chaunac-Lanzac (1836), de Godon, de Beaupoil de Saint-Aulaire (1883), de Pradines d'Aureilhan (1884), Delsol, Penet de Monterno (1894), de Cruzy-Marsillac (1894), de Clock, d'Haranguier de Quincerot (1903), de Solages (1955), Gindre (1963), Lepic, de Kerpoisson (1989).

## Hommages
- Place Laurent-Terzieff-et-Pascale-de-Boysson

## Pour approfondir